# Siegfried II. z Westerburku

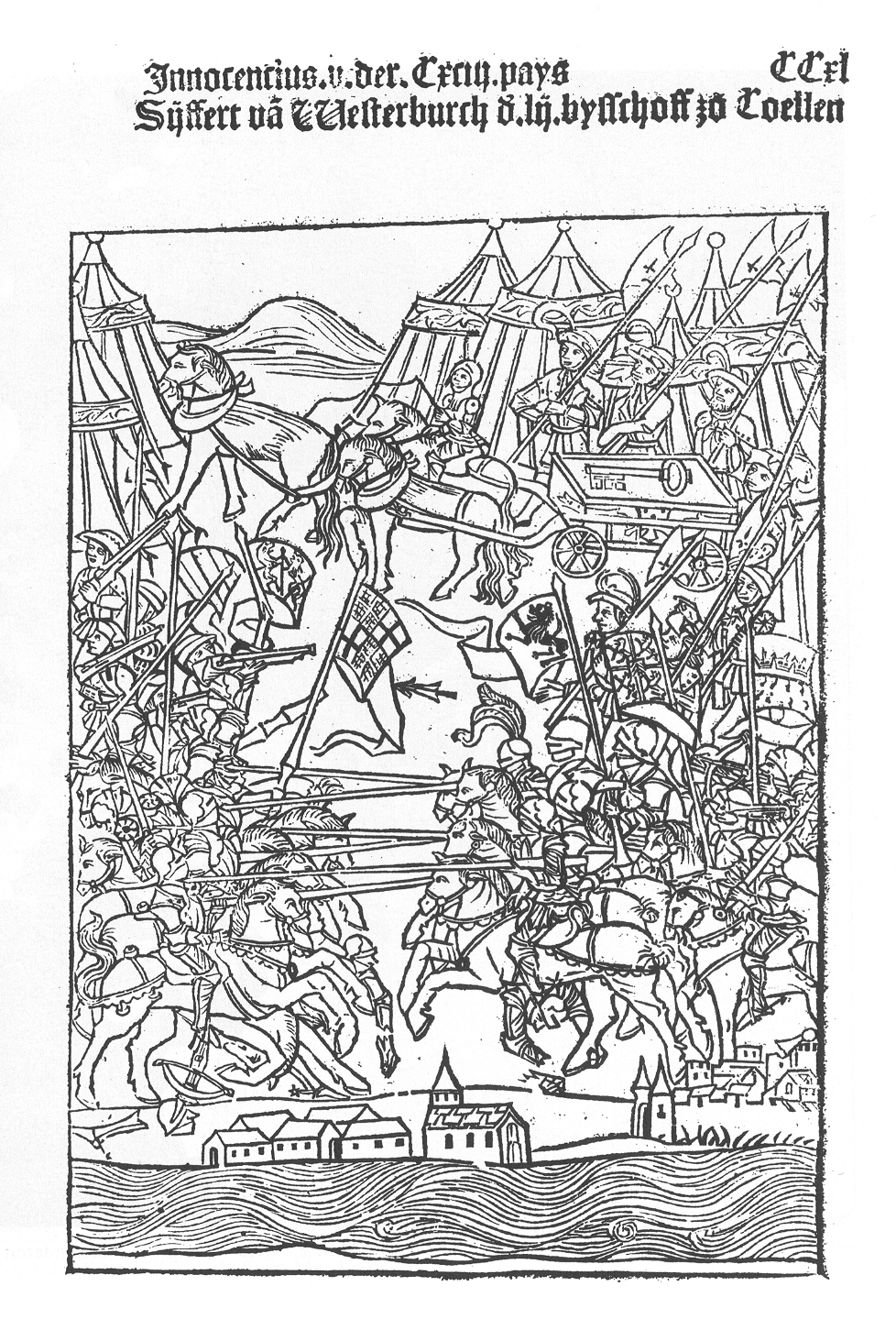
Bitva u Worringenu

Siegfried II. Westerburský († 7. dubna 1297, Bonn) byl středověký německý duchovní, který mezi lety 1275 až 1297 zastával úřad kolínského arcibiskupa.

## Život
Siegfried, syn runkelského hraběte Siegfrieda IV., byl vysvěcen na arcibiskupa v březnu 1275.  Roku 1283 se zapletl do války o limburské dědictví, kde se postavil na stranu hraběte Reinalda z Geldern. Po prohrané bitvě u Worringenu roku 1288, v níž proti němu bojovali i občané jeho sídelního města Kolína nad Rýnem a během které padl do zajetí, byl nucen odstoupit nepřátelské straně  četná území a zaplatit finanční reparace. Jeho porážky využilo i město Kolín nad Rýnem, jež si vynutilo na arcibiskupovi uznání nezávislosti. Arcibiskup zůstal v zajetí více než rok a po svém propuštění zvolil za své sídlo Bonn.
Po smrti krále Svaté říše římské Rudolfa I. se jakožto jeden z kurfiřtů zasadil o zvolení svého švagra Adolfa Nasavského novým panovníkem. 24. června jím byl Adolf v Cáchách korunován na římského krále. Siegfriedova podpora Adolfa namísto předpokládaného Rudolfova syna Albrechta byla motivována zejména snahou o opětovné získání ztracených území. Ty mu ve smlouvě z Andernachu nový král skutečně potvrdil, avšak Siegfriedovi se nikdy nepodařilo je získat nazpět. Stejně tak neuspěl ve snaze znovu připojit pod svou kontrolu území Kolína nad Rýnem. Zemřel 7. dubna 1297, jeho tělo bylo pochováno v Bonnské katedrále.